# 왕염계
왕염계(王恬啟, ? ~ 기원전 177년)는 전한 초기의 관료이다.

## 생애
고제 5년(기원전 202년), 낭중주하령(郞中柱下令)이 되었다.
고제 11년(기원전 196년) 가을, 진희가 대나라에서 반란을 일으켰다. 왕염계는 위장군이 되어 진희를 쳤다.
이때 양나라 왕 팽월은 몸소 종군하지 않아 고제의 미움을 샀고, 후에 반란을 일으켰다는 누명을 쓰게 되었다. 정위 왕염계는 팽월을 죽일 것을 주장하였고, 고제는 팽월의 삼족을 멸하고 봉국을 폐지하였다.
고후 4년(기원전 184년), 양나라 승상 왕염계는 그간의 공로를 인정받아 산도후(山都侯)에 봉해졌다.
문제 3년(기원전 177년)에 죽으니 시호를 정(貞)이라 하였고, 작위는 아들 왕중황이 이었다.

## 출전
- 사마천, 《사기》 권19 혜경간후자연표·권90 위표팽월열전
- 반고, 《한서》 권16 고혜고후문공신표·권19하 백관공경표 下

| 전임 - | 전한의 낭중령 기원전 202년 ~ ? | 후임 진평 |

| 전임 선의 | 전한의 정위 기원전 196년? ~ 기원전 195년? | 후임 육 |

| 전임 (첫 봉건) | 전한의 산도후 기원전 184년 음력 4월 병신일 ~ 기원전 177년 | 후임 아들 산도혜후 왕중황 |